# ウテオドン

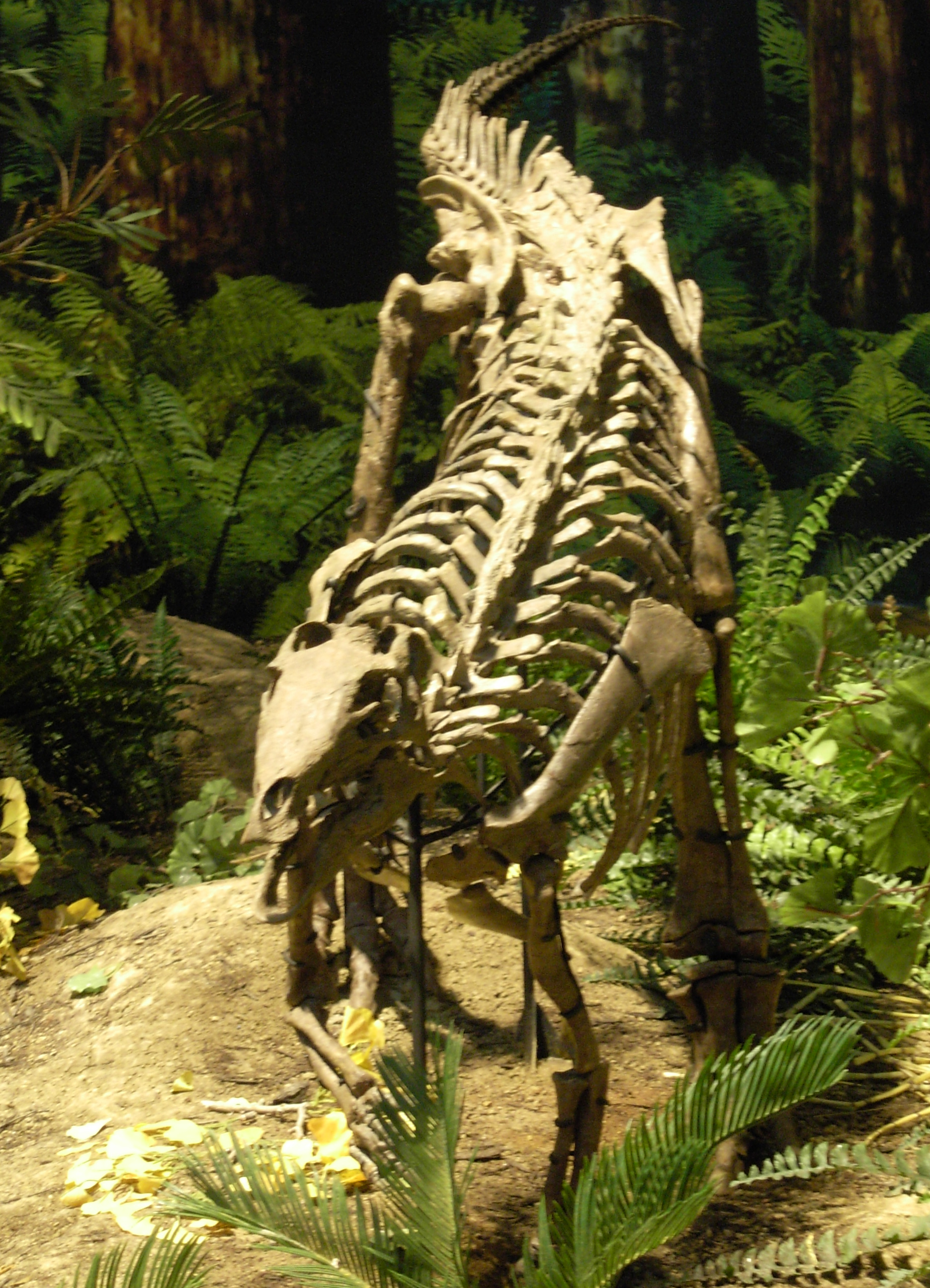
骨格の正面視

ウテオドン Uteodon （「ユタ州の歯」の意味）は、イグアノドン類の属の一つ。 基盤的イグアノドン類でジュラ紀後期のアメリカ合衆国ユタ州に生息していた。モリソン層のブラッシーベイシン部層中層から知られる。本属は2011年にアンドリュー・マクドナルドによって命名された。 模式種はウテオドン・アファノエケテス Uteodon aphanoecetesである。本種は以前はカンプトサウルス属の種と考えられていた。原記載は2008年にカーペンターとウィルソンによってなされた。